# Сокольський Володимир Вікторович
Володимир Вікторович Сокольський (нар. 1848 — не раніше 1919) — історик права

## Життєпис та науковий доробок
Народився 28.05.1848 на Псковщині у дворянській родині. Середню та вищу освіту отримав у Дерпті у місцевих гімназії та університеті. Наприкінці 1860-х — на початку 1880-х викладав історію права та державне право у Київському ун-ті та Ярославському Демідівському юридичному ліцеї. В останньому закладі читав курс загальної історії права з 1874 по 1892. У 1892—1908 викладав у Імператорського Новоросійського університету на посаді ординарного проф. кафедри римського та державного права та кафедри історії руського права юридичного факультету. Один з активних діячів Одеського юридичного товариства наприкінці ХІХ — на початку ХХ ст. Був членом історико-філологічного товариства при Імператорського Новоросійського університету, на засіданнях товариства виступав з доповідями про діяльність проф-а О. Павлова тощо. Як і більшість істориків права працював у рамках позитивістської парадигми досліджень. Він прагнув встановити закони та механізми функціонування правових норм. Для реалізації цих завдань він вважав найбільш плідним порівняльний метод. Всі правові явища він розглядав починаючи з їх витоків. Свої дослідження у галузі зовнішньої історії права він здійснював у відповідності з загальним ходом розвитку державного та суспільного ладу країни, процесом правоутворення. Великим досягненням історика було прагнення відтворити не лише історію юридичних відносин, але й економічні умови, як викликали ці відносини. У ярославський період своєї діяльності він здебільшого зосереджувався на історії стародавнього звичаєвого права (кельти та германці, організація сім'ї), в одеський — на історії візантійського та грузинського права, історії церкви. Заслугою історика був аналіз значного комплексу історико-правових пам'яток.

## Праці
- Главнейшие моменты в истории повального обыска. — К., 1871;
- О нарушениях уставов монетных. Историко-юридическое исследование. — К., 1873;
- О значении вещателей права в первобытных обществах, преимущественно у кельтов и германцев. — Ярославль, 1875;
- К учению об организации семьи и родства в первобытных обществах, преимущественно у кельтов и германцев. — СПБ, 1881;
- Греко-римское право в Уложении грузинського царя Вахтанга // Журнал министерства народного просвещения. — Ч. 313. — 1897. — С. 57-93.
- О нарушениях Уставов монетных. Историко-Юридическое исследование. Киев, 1873.